# Ride Out (Kid Ink, Tyga, Wale, YG e Rich Homie Quan)
Ride Out è un singolo dei rapper statunitensi Kid Ink, Tyga, Wale, YG e Rich Homie Quan, pubblicato il 17 febbraio 2015 su etichetta Def Jam.

## Tracce
1. Ride Out – 3:31